# L. J. Burrows
L. J. Burrows az amerikai Szökés című sorozat egyik szereplője, Lincoln Burrows fia.

## Háttér
LJ szülei, Lincoln és Lisa válása után anyjával maradt, majd új nevelőapát kapott. Kamaszkorában egyre több gond van vele. Apja legtöbbször „LJ”-nek hívja, keresztnevei kezdőbetűinek (L. J.) összeolvasása után.

## Szerepek

### 1. évad
LJ-t az első epizódban ismerhetjük meg, amikor is bajba keveredik: a rendőrség drogot talál nála. Eleinte nem tud megbékélni nevelőapjával és azzal, hogy igazi apja börtönben ül és a kivégzésére vár. Miután Lincolnnal rendeződik a viszonya, két titkosügynök megöli anyját és nevelőapját, ő épphogy el tud menekülni. Csakhogy ezután körözni kezdi a rendőrség szülei meggyilkolásáért, így bujkálni kényszerül apja exbarátnőjével, Veronicával és annak barátjával, Nickkel. Mikor megtudja, hogy szülei egyik gyilkosa hol lakik, elmegy hozzá és egy pisztollyal elfogja. Azonban rendőrök érkeznek a helyszínre és elfogják LJ-t. Így a kamasz fiúból fegyenc válik.

### 2. évad
Miután a "Fox River-i Nyolcas" megszökött, Lincoln és Michael megpróbálja őt kiszabadítani fogságából, sikertelenül. Később azonban a kormány szabadon engedi, hogy csalinak használják és elfoghassák Lincolnt. Ám a férfi cseles módon felveszi LJ-t, de később mindkettőjüket elfogják a hatóságok. Miközben egy rendőrautó szállítja őket, LJ nagyapja/Linc apja, Aldo kiszabadítja őket egy fegyveres csapattal. Ekkor látjuk LJ-t utoljára az évadban, ugyanis különválik Aldótól és Linctől, nagyapja egyik embere, egy Jane nevű nő veszi gondjaiba.

### 3. évad
Ebben az évadban tudjuk meg, hogy LJ-t Sarával együtt elfogta az a bizonyos CÉG. Lincoln eltökélt szándéka, hogy fiát élve megmentse, így teljesíteni akarja az emberrablók követeléseit. Az évad utolsó részében végül lezajlik a csere a CÉG-gel, így LJ ismét apjához kerül.

### 4. évad
LJ a negyedik évad első epizódjában, a Scyllában bukkan fel először, amint Lincolnnal és Sofiával reggeliznek. Utána még akkor látjuk, amikor Linc megöli a CÉG egyik emberét, majd mikor elfogják a rendőrök, ő és Sofia futásnak erednek. A negyedik évadban nem szerepel többet. A sorozat fináléjában megtudjuk, hogy LJ apjával, Lincolnnal és Sofiával él boldogan.